# 富山県旗
富山県旗（とやまけんき）は、日本の都道府県の一つ、富山県の旗。本項では、旗に図示されている富山県章（とやまけんしょう）についても併せて解説する。

## 概要

旧デザイン（1957-1988年）

1957年（昭和32年）に公募を実施し、採用されたデザインをもとに同年9月16日に決定し、同年12月14日の県告示第774号で県章が制定された。立山の中央に平仮名の「と」を配置し、大空に向かって躍進する県の姿をイメージしたものである。当初のデザインでは「と」の内側がやや丸くなっていたが、1988年（昭和63年）12月27日の県告示第1393号によりデザインを一部改訂して鋭角となった。
県旗を定める規定は特に存在せず、県章の制定当初は緑地に金色の県章を中央に配置したものが慣例的に使用されていた。県章のデザイン改訂を経て1989年（昭和64年）1月1日より白地に緑色の県章とする県旗の使用を開始して現在に至る。